# Medieval: Total War
Medieval: Total War es un juego por turnos con tácticas en tiempo real desarrollado por The Creative Assembly y publicado por Activision. El juego tiene lugar en la Edad Media y es el segundo juego de la serie de Total War, después del lanzamiento de Shogun: Total War en el 20. Originalmente fue anunciado en agosto del 2001, se lanzó al mercado en Norteamérica el 20 de agosto del 2002 y el 30 de agosto, en Europa.
Con un estilo de juego similar al de Shogun: Total War, el jugador construye un imperio en Europa, el norte de África y Oriente Próximo, abarcando el periodo de 1087 a 1453. La jugabilidad es estratégica y táctica, con la ejecución de estas prácticas por turnos en un nivel de provincias para la administración de recursos y desarrollo del imperio. Por otro lado, las unidades militares son variadas y capaces de pelear en un mapa en 3D con estrategias y movimientos en tiempo real. 
Medieval: Total War fue vitoreado por sus críticos, con algunos de ellos marcando el juego como una pieza fundamental en la historia de los videojuegos. Las batallas en tiempo real fueron aclamados por su realismo y con la nueva opción de batallas masivas, con algunas críticas por el manejo de las unidades. La profundidad y complejidad estratégica fueron bien recibidas, ya que complementaban la precisión histórica. El juego fue un éxito comercial, liderando las listas británicas de compras de juegos en su lanzamiento.

## Jugabilidad
Medieval: Total War está basando en la construcción de un imperio en la época medieval en Europa, el norte de África y Oriente Próximo. Se enfoca en la guerra, religión y política de la época medieval que en algún momento llevará al jugador a conquistar todo el mundo conocido. Como su predecesor Shogun: Total War, el juego consiste en dos áreas principales para jugar: un mapa por turnos que permite al jugador moverse y administrar provincias, controlar algunos personajes, diplomacia, religión y otras tareas necesarias para controlar a su imperio y un escenario de batalla en tiempo real, en donde el jugador controla directamente las unidades de batalla y da las órdenes en el enfrentamiento.
La porción estratégica del juego divide el mapa de la campaña en 20 facciones de la época, con un total de 12 que pueden ser usadas. Las condiciones iniciales de territorio y de facciones disponibles dependen del periodo en el que se comience la campaña, Principios (1087), Mediados (1205) o finales (1321), reflejando el estado de cada una de las facciones conforme avanzaba el tiempo.
Las facciones más grandes representan a las naciones más grandes de la época, incluyendo el Imperio Bizantino, Francia, Inglaterra, el Sacro Imperio Romano y los turcos. Algunas facciones, como la Horda Dorada, emergen durante el paso del tiempo dentro del juego. Estas facciones, junto con algunas otras que aparecen al principio de la campaña, no son elegibles por el jugador. Cada facción varía en territorio, religión y unidades, sin embargo, algunas facciones de la misma cultura pueden compartir algunas unidades básicas.
Además de la campaña principal, Medieval: Total War también tiene un modo de juego en el que el jugador puede representar campañas o batallas históricas. Las campañas históricas permiten al jugador controlar una serie de batallas famosas de la época medieval, como la guerra de los Cien Años y las Cruzadas, utilizando personajes históricos como Ricardo Corazón de León. Las batallas históricas individuales hacen que el jugador controle a figuras históricas en batallas específicas, como William Wallace en la Batalla de Stirling Bridge.

### Campaña
La campaña principal de Medieval: Total War trata del jugador escogiendo alguno de las 14 facciones principales y al final llevando al jugador a conquistar el mapa estratégico. Cada una de las facciones controla un número de provincias históricas, que en el mapa contienen un castillo y en caso de que estén cerca del mar, un puerto. En la campaña, el jugador controla la construcción, reclutar unidades y el movimiento de ejércitos, flotas y agentes en cada provincia, utilizando estos métodos para adquirir y defender provincias. La diplomacia y economía son otros aspectos que el jugador debe tener en cuenta en todo momento, incluyendo métodos ilegales como espionaje y asesinatos. La religión es muy importante en el juego, con el jugador siendo capaz de convertir las creencias de sus propias provincias para afectar o cambiar la lealtad de sus ciudadanos. Otro modo de campaña está disponible, llamado "Los Logros Gloriosos", en los que cada facción tiene algunos objetivos específicos que van con la historia de cada facción. Al completar estos objetivos, son recompensados con puntos y al final del juego, el que tenga más puntos gana. La campaña es un juego por turnos, con cada turno representando el paso de un año, permitiendo al jugador llevar a cabo cada una de las tareas para satisfacer las necesidades de su facción antes de ceder el turno y que la inteligencia artificial del juego se encargue de los movimientos de las demás facciones.
La campaña se lleva a cabo de manera similar a la forma en la que se hacía en Shogun: Total War, pero algunas características fueron mejoradas. El juego se sitúa principalmente en Europa, pero también tiene algunos eventos en Medio Oriente y el Norte de África. La producción puede ocurrir en todas las provincias, con el jugador construyendo alguno de los cientos de edificios posibles o unidades, siguiendo el árbol tecnológico del juego. Las ganancias económicas del juego y ejércitos vienen de los impuestos de las provincias y el comercio con las provincias vecinas. No hay investigaciones tecnológicas específicas, pero algunas como la pólvora, están disponibles mientras pasa el tiempo. Los castillos proveen la base para construcciones más avanzadas dentro del juego, con los jugadores subiendo de nivel el castillo para lograr esto. Algunas mejoras al castillo pueden ser torres o guardias. Muchos edificios tienen funciones económicas, como ser centros de cambio que generan dinero, mientras otros edificios militares permiten entrenar una mayor variedad de unidades militares. Cada facción tiene diferentes tipos de unidades, con algunas siendo únicas para ellos. Estas unidades pueden también estar restringidas a una sola provincia, con cada una de ellas teniendo sus ventajas y desventajas.
Cada facción tiene una variedad de generales, algunos relacionados con la familia real y con un linaje directo al trono y el resto de la nobleza, que se encarga de comandar las unidades en el campo de batalla, asume los demás oficios del imperio. Cada uno de estos personajes tiene algunos atributos básicos, como la habilidad de comandar y su nivel de piedad, que afecta directamente en como se llevan a cabo las acciones dentro del campo de batalla y como gobiernan las provincias. Estos atributos, entre otros factores como la salud, están influenciados por los "Vicios y Virtudes", los cuales definen la personalidad y acciones de un personaje. Estos atributos pueden obtenerse de manera aleatoria, o pueden definirse por las acciones del personaje dentro del juego. Las unidades que no son militares, normalmente referidos como "agentes", también pueden entrenarse. Los tipos de agentes que puede producir una facción dependen de su religión, pero todas las facciones tienen emisarios, espías y asesinos. Los emisarios llevan a cabo las acciones diplomáticas de la facción como empezar una alianza con otra facción o sobornar ejércitos enemigos. Los espías permiten que se recopile información detallada de provincias o personajes, mientras que los asesinos pueden intentar asesinar unidades extranjeras o de su misma provincia. Las facciones también tienen acceso a varios agentes religiosos para poder expandir su religión y las facciones Cristianas pueden casar a sus princesas con generales internos o de otras facciones para estrategias políticas. Ocasionalmente en el juego, un personaje llevara el nombre de alguna figura historia, con mejores atributos iniciales que los normal. Un general como Ricardo Corazón de León, El Cid o Saladino podrán ser comandantes militares, mientras que el arzobispo Thomas Becket tendrá una piedad mayor de lo normal.
Las rebeliones pueden ocurrir si la lealtad de una provincia cae demasiado rápido, con un ejército rebelde apareciendo en la provincia e intentando asumir control de esta. Las guerras civiles también se pueden llevar a cabo si varios generales con ejércitos suficientemente grandes tienen la lealtad suficientemente baja. En caso de una guerra civil, el jugador tiene la elección de apoyar a los gobernantes en el poder o a los rebeldes. Se había planeado otras facciones pudieran intervenir en estos conflictos si se casaban con los comandantes y así poder llegar al poder, pero esto jamás se implementó. Las batallas navales se llevan a cabo fuera del mapa de la campaña, donde los barcos pueden ser construidos y organizados en flotas. Estas flotas pueden ser usadas para controlar las regiones marinas del mapa, permitiendo el comercio y el movimiento de tropas entre provincias que tengan puertos construidos. Las flotas pueden comenzar batallas marinas con flotas enemigas, aunque a diferencia de las batallas terrestres, estas son resueltas por la computadora de manera automática.
La religión juega un papel fundamental en Medieval: Total War, con diferencias religiosas entre los católicos, ortodoxos y musulmanes, afectando la diplomacia y la lealtad de la población. Las facciones católicas también deben regirse por las órdenes del Estado Pontificio; algunas ganan favor de esta facción al responder contra otras naciones católicas o respondiendo al llamado a las cruzadas, y siendo excomulgados de manera contraria. La opción de empezar una guerra santa en forma de una Cruzada o de Yihad es una opción posible para las facciones católicas o musulmanas.

### Guerra
El sistema de batalla se lleva a cabo en un campo de batalla en tiempo real en 3D, a diferencia del sistema por turnos de la campaña. Las batallas son similares a las de Shogun: Total War, donde dos ejércitos enemigos empiezan el combate y acaba hasta que alguno de los dos es exterminado o se rinde. La guerra de Medieval: Total War sucede cuando en el mapa de la campaña una facción mueve a su ejército a una provincia que es controlada por una facción hostil. El jugador después recibe la opción de luchar la batalla en el mapa o permitir que se lleve a cabo la resolución de la misma de manera automática. Además de las batallas de la campaña, el jugador tiene la opción de jugar batallas históricas y personalizadas, en donde controla el clima, unidades y terreno de la batalla que se llevara a cabo.
Durante las batallas, los jugadores toman el control de un ejército medieval que contiene unidades como caballeros y arqueros, cada una de las cuales tiene ventajas, desventajas y un propósito y efectividad específicos. Los jugadores deben utilizar estrategias medievales para poder vencer a los enemigos, usando formaciones históricas para dar a sus unidades ventajas. Todas las unidades en el juego ganan puntos de experiencia, conocidos como "valor", cosa que mejora la efectividad en combate de las unidades a medida que crece. Cada mapa contiene diferentes terrenos basados en la provincia en la que se encuentra, con mapas separados para cada esquina de las fronteras entre provincias - El juego tiene un total de 400 mapas posibles para batallas. Factores como el clima, los alrededores del campo de batalla y el estilo de los edificios de cada mapa dependen de la parte del mundo en la que se esté localizado; por ejemplo, un mapa en Medio Oriente tendrá un clima soleado y caliente, terreno arenoso y arquitectura Islámica. El asedio es un factor importante en el juego que introdujo Total War, haciendo que el ejército invasor decida si atacar al ejército defensor, que se retira al castillo de la provincia para defenderse. En caso de empezar la batalla, el ejército invasor debe abrirse camino entre las defensas del castillo, ganando la batalla cuando las unidades defensivas son eliminadas o se rinden. Cada unidad en el juego tiene moral, que puede incrementar si la situación de la batalla va de manera satisfactoria para su facción o disminuir si su ejército está sufriendo demasiadas bajas. La moral puede caer de manera tal que force a una unidad a huir del campo de batalla, con la opción para el jugador de intentar seguir a los hombres y devolverlos al campo de batalla por medio de su general. Cada facción tiene la opción de capturar a las unidades enemigas que huyen del campo y tomarlas para su propia facción, con algunos generales teniendo una gran importancia al ser capturados.

### Multijugador
Medieval: Total War tiene una modalidad de modo multijugador similar a la de Shogun: Total War, donde el jugador puede comenzar batallas en tiempo real con hasta otros 7 jugadores. Los jugadores crean y controlan ejércitos de sus facciones disponibles en el juego, donde pueden usarlos para competir en torneos en línea o para encuentros casuales. El modo de campaña no puede ser jugador en modo multijugador, esta característica fue agregada después en la edición de Empire: Total War - esto solo se agregó como una prueba, después fue removida del juego.

## Desarrollo
Medieval: Total War se anunció originalmente por The Creative Assembly el 3 de agosto de 2001, con el nombre original de Crusader: Total War. El desarrollo del juego comenzó poco después del lanzamiento de Shogun: Total War. En las primeras etapas de desarrollo del juego se decidió cambiar el nombre a Medieval: Total War, y esto se decidió para que el nombre reflejara de una mejor manera la visión del juego. En una conferencia de prensa, The Creative Assembly anunció que el juego sería publicado por Activision en vez de Electronic Arts, el que había publicado las versiones anteriores. The Creative Assembly también hizo énfasis en algunas características del juego, además de comentar que el juego se desarrollaría entre los siglos XI y XV, con el jugador siendo capaz de participar en algunas batallas y escenarios históricos, como la Guerra de los 100 Años.
Los medios liberaron en los meses siguientes algunas capturas de pantalla del juego, con más información acerca del mismo y sus características. El juego utilizaba una versión mejorada del motor que se utilizó en Shogun: Total War, permitiendo que se pudieran llevar a cabo batallas a mayor escala, subiendo el límite de unidades a 10, 000. El motor de juego mejorado también permitió que pudieran existir más mapas, ahora basados en el lugar donde se lleva a cabo el conflicto en el mapa de la campaña. Otras mejoras de la batalla, como más detalle en el terreno, edificios y vegetación del campo de batalla, además de las mecánicas de atrapar el castillo, el jugador con el ejército invasor debe primero concentrarse en destruir las murallas del castillo antes de capturarlo. El juego también mejoró la inteligencia artificial con respecto a la última entrega del juego, con más estrategias individuales de las unidades y movimientos tácticos en general, cosa que hacia que se lograra un control más efectivo de las fuerzas enemigas.
El director de The Creative Assembly, Michael de Plater, dijo en una entrevista que "Nunca estuvimos del todo satisfechos con el nombre 'Crusader' ... nunca cubrió de manera satisfactoria toda la diversidad del juego". El enfoque en la época medieval se escogió porque "encajaba perfectamente con lo que la dirección quería llevar al estilo de juego... queríamos que tuviera grandes castillos y asedios increíbles." El diseñador Mike Brunton escribió antes del lanzamiento del juego que los asedios era una de las características más importantes que se añadían a la saga de Total War, explicando como eso aumentó el límite de tropas de 20 a 100 de la edición anterior al juego. Para aumentar la autenticidad del juego, algunas investigaciones se llevaron a cabo acerca de algunos aspectos de la época medieval, tales como los asesinatos y las figuras historias. Los líderes del periodo fueron incluidos en el juego; para representar sus personalidades y acciones el sistema de "Vicios y Virtudes" se agregó al juego, diseñado para hacer a los personajes más realistas con respecto a sus acciones en el juego.
Una demostración del juego fue lanzada el 26 de junio de 2002, con una misión tutorial y una misión completa para un solo jugador. Medieval: Total War se lanzó al público en Estados Unidos el 20 de agosto y el 30 del mismo mes para Reino Unido. The Creative Assembly lanzó un parche el 5 de noviembre de 2002, que estaba destinado a arreglar ciertos errores de software que estaban presentes en el juego. Una nueva batalla histórica basada en la Batalla del Puente de Stamford fue después lanzada por The Creative Assembly y estaba disponible por medio de Wargamer.

## Recepción
Medieval: Total War fue bien recibido por los críticos, con una puntuación de 88% en GameRankings y Metacritic. En Reino Unido, el juego subió directamente a la cima de videojuegos más populares y vendidos, quedando en primera posición durante dos semanas. En Estados Unidos el juego alcanzó el cuarto lugar en la segunda semana después de su lanzamiento, debajo de Warcraft III, The Sims y la expansión The Sims: Vacation.
Los críticos comentaron los diferentes factores de complejidad de la campaña, con ActionTrip notando que "Medieval agrega un nuevo balance estratégico al juego, lo cual demuestra que con un gran imperio viene una gran responsabilidad". Eurogamer alabó la manera en la que el jugador tiene que administrar sus tiempos de producción, tener en cuenta la lealtad de sus generales más importantes y el uso de espías y asesinos, llamando al nivel de control "mucho más adelantado que cualquier otro juego que hayamos visto antes"; muchos otros críticos compartieron una opinión parecida. El número de facciones dentro del juego, cada una con un contexto histórico, unidades y territorios, fue comentado por IGN y Game informer como "el juego tiene un gran valor de replica", con GameSpot añadiendo "la porción estratégica ahora tiene muchas más opciones". Muchos críticos alabaron la fora en la que el juego añadía valores reales y precisos históricos de la época medieval; Computer and Video Games reconocieron que la "brutalidad e inestabilidad" de la época está incluida de manera correcta en el juego, con GameSpot reconociendo el buen trabajo en la incorporación de la religión en el juego, "la religión juega un papel fundamental en los sucesos históricos, esto también sucede en el juego. GameSpy declaró que las diferentes posiciones iniciales históricas hizo que los detalles en el juego fueran "impresionantes y notorios"; el sistema de batallas históricas fue calificado de manera alta por 1UP.com, diciendo que logra "dar una visión del pasado". Sin embargo, GameSpot comentó el problema en la falta de información, "tendrás problemas para seguir todos los acontecimientos de tus provincias", sugiriendo que esto podría resolverse con una interfaz más informativa. En general, los críticos recibieron de excelente manera el juego, reconociendo el tipo de juego estratégico, muchos comparándolo con el estilo de juego de Civilization.
El sistema de batallas en Medieval: Total War fue considerado por muchos críticos como lo mejor del juego. En su reseña, Eurogamer sintió "la sensación de crecimiento y drama en los conflictos es increíble", notando los efectos visuales en combate. Los diferentes campos de batalla y sus ambientes fuero alabado por IGN, con Actiontrip de acuerdo con que "Medieval: Total War se ve mejor que Shogun", añadiendo que el terrenos y las unidades están más detalladas que en la entrega anterior de Total War. GameSpot comento acerca del buen trabajo con las batallas realistas, mencionando que algunos la introducción de factores importantes de una batalla en la realidad como la fatiga, municiones y moral fue un "cambio bien recibido". GameSpy también notó que lo "caóticas" que eran las batallas era apropiado para la época, pero criticó el aspecto de asedio, llamándolo "demasiado simple y poco relevante", con una falta de detalle comparado con algunos otros elementos en 3D. La banda sonora del juego fue bien recibida por IGN, "La banda sonora esta llena de piezas sensibles y conmovedoras interpretadas por orquestas que hacen que entres en el humor de una batalla sangrienta" comentando que es adecuado por el juego que "da una cuenta de cuerpos como ningún otro". Actiontrip también admito como la música del juego cambia el paso una vez comenzada la batalla, alabando a The Creative Assembly por su "magistral trabajo en el audio y efectos visuales". La inteligencia artificial de Medieval: Total War se esperaba que fuera mucho mejor que en su predecesor, con GameZone comentando que "La inteligencia artificial del juego es excelente ... es un juego retador.", 1UP.com mencionó que la inteligencia artificial era lo suficientemente buena para que no solo bastara fuerza bruta para ganar ñas batallas. Se recibieron críticas en las batallas más grandes del juego ya que esto hacia que bajara el rendimiento del juego y los cuadros por segundo, mientras que Actiontrip también noto algunos problemas con el manejo de unidades y encontrar la forma de que las unidades miraran hacia el lado correcto, dienciéndo que "es frustrante ver que tus arqueros están mirando en la dirección equivocada".
Medieval: Total War recibió muchas críticas favorables, con unas cuantas en contra, ganando una gran distinción en la industria. GameSpot resumió la situación diciendo que mientras el juego "no es para un jugador casual", la mayoría de los jugadores de estrategia encontraran "mucho que les gustara del juego, que les durara mucho tiempo." Aunque GameSpy describió Medieval: Total War como "encontrando algunos baches en el camino", mencionaron que el juego tiene suficiente potencial para mantener a los jugadores interesados durante meses. Eurogamer estaba entusiasmado al llamar Medieval: Total War como un "hito de los videojuegos", mientras que GameZone estaba menos impresionado, llamándolo "un juego de batallas sólido y divertido", aunque criticaban que las gráficas y sonidos del juego eran "regulares". IGN cerro al decir que el juego "da una excelente y conmovedora experiencia", mientras que 1UP.com finalizó diciendo que "no hay suficiente espacio en esta revista para resumir todas las virtudes del juego."
Medieval: Total War fue galardonado con algunos premios de la industria. PC Gamer UK lo llamó el mejor juego del 2002, remplazando la edición pasada de Valve Software Half-Life. En el reconocimiento, PC Gamer comento: "era el único participante." El juego recibió un premio EMMA en excelencia técnica y por la banda sonora por Jeff van Dyck, fue reconocido por una "banda sonora que esta perfectamente pulida, bien mezclada y agrega dinamismo al juego. La gran diversidad musical del juego y sus sonidos realistas capturan al jugador." El juego recibió un número de distinciones por publicadores de juegos, como el "Mejor juego de estrategia del 2002" por GameSpy, mencionando que "No es que Medieval son dos excelentes juegos en uno. Son dos juegos que se complementan de manera tal que resulta una experiencia extraordinaria." The Creative Assembly también fue galardonado por el European Computer Trade Show por con el premio del desarrollador del año para PC, con su juego Medieval: Total War.

## Expansiones y versiones
The Creative Assembly anunció el desarrollo de una expansión, Medieval: Total War – Viking Invasion, el 7 de enero de 2003. La expansión Viking Invasion agrega una campaña vikinga que toma lugar del año 792 al 1066, misma que toma lugar en las islas británicas y Escandinavia Occidental. La campaña remplaza las facciones originales con los imperios Anglosajones y Celtas como Wessex, Mercia, Gales y Escocia, así como los Vikingos. La facción vikinga está diseñada para asediar las islas británicas; para lograr esto, la facción tiene acceso a navíos más rápidos y ganar dinero por cada edificio destruido en el campo de batalla. Las facciones sajonas y celtas tienen como objetivo repeler los ataques vikingos y tomar el control absoluto de las islas británicas. Algunas unidades históricas fueron incluidas en la expansión, como los huskarls. Medieval: Total War – Viking Invasion trajo consigo algunas mejoras que también fueron agregadas a la campaña original: municiones incendiarias para dar al jugador la opción de incendiar los castillos enemigos, una pantalla previa a la batalla para que el jugador pueda organizar sus fuerzas y mirar el terreno además de las unidades enemigas antes de que la batalla comience. Además de esto, 3 nuevas facciones fueron agregadas al juego original y la campaña, además de la artillería ribadoquín.
Medieval: Total War: Viking Invasion se lanzó al público el 7 de mayo de 2003 en Estados Unidos y el 9 de mayo en Reino Unido. La expansión fue recibida de buena manera por la industria, ganando una calificación de 84% en Metacritic. Los críticos sintieron que las nuevas características para la jugabilidad fueron los cambios más importantes, con Eurogamer diciendo que el sistema de asedio de los vikingos fue algo que solucionaba lo que "al Medieval original le faltaba". Actiontrip halagó la nueva campaña como un reto para los jugadores: "aun en la dificultad normal, Viking Invasion es un juego muy retador", un punto de vista que compartió con otros críticos. La pantalla previa a la batalla le agrado a GameSpot, llamándola una "nueva herramienta muy útil." GameSpot también halagó las nuevas mejoras a la campaña original, mencionando que "han hecho los asedios a los castillos más interesantes". La mayor crítica a Medieval: Total War – Viking Invasion fueron las gráficas, con Actiontrip y Eurogamer diciendo que "se sentían un poco torpes". Con la falta de una nueva opción de multijugador, GameSpot lo remarco como algo "desafortunado", diciendo que "una campaña de multijugador hubiera sido una nueva característica excelente". En general, la expansión fue bien recibida por los críticos de la industria.
IGN concluded by saying fans "won't be disappointed with the Viking Invasion", while Actiontrip finished stating; "the graphics are beginning to look old" but the challenge made the expansion "worth it". The review by GameSpot finished by saying "overall, the expansion is a great addition to Medieval", and Eurogamer concluded with praising the addition it made to Medieval: Total War: "It's a worthy expansion pack to a truly excellent game". Activision, el editor del juego, produjo una combinación de Medieval: Total War y Medieval: Total War – Viking Invasion llamándola Medieval: Total War Battle Collection, que fue lanzada al público el 7 de enero del 2004. Medieval: Total War Battle Collection tenía ambos juegos, con los últimos parches incluidos y sus manuales. El 30 de junio del 2006, Sega, la compañía que tomó posesión de la serie, lanzó a la venta una edición de colección llamada Total War: Eras. La edición contenía Shogun: Total War, Medieval: Total War y Rome: Total War, cada una con sus últimas versiones y sus expansiones, así como un documental con la detallada creación de los juegos de esta serie y una serie con los momentos memorables de todos los juegos de Total War.